# Conotrachelus lucanus
Conotrachelus lucanus – gatunek chrząszcza z rodziny ryjkowcowatych.

## Zasięg występowania
Ameryka Północna – spotykany w amerykańskich stanach Arizona i Teksas oraz w Kalifornii Dolnej w Meksyku.